# Elżbieta Wittelsbach (Bawaria-Landshut)
Elżbieta Wittelsbach (ur. 1478, zm. 15 września 1504) – księżniczka Bawarii-Landshut, księżniczka Palatynatu.
Córka księcia Bawarii-Landshut Jerzego i Jadwigi Jagiellonki. Jej dziadkami byli Ludwik IX Bogaty i Amalia Wettin (1436-1501) oraz król Polski Kazimierz IV Jagiellończyk i Elżbieta Rakuszanka. 
10 lutego 1498 wyszła za księcia Rupperta syna elektora Palatynatu Filipa i Małgorzaty. Mieli 4 dzieci:
- Jerzego (1500-1504)
- Ruprechta (1500-1504)
- Otto Henryka (1502-1559) – elektor Palatynatu
- Filipa (1503-1548) – książę Palatynatu-Neuburg